# Transports régionaux du Mittelland
Les Transports régionaux du Mittelland ((de) Regionalverkehr Mittelland), abrégé RM, sont une ancienne entreprise ferroviaire suisse, née en 1997 de la fusion de trois compagnies depuis longtemps coexploitées :
- EBT : Emmental–Burgdorf–Thun,
- SMB : Solothurn–Münster-Bahn,
- VHB : Vereinigte Huttwil-Bahnen.

Le nom est choisi pour que l'abréviation RM puisse aussi bien correspondre à l'appellation germanophone que francophone. La livrée des véhicules reste à l'identique et le logo créé par Luigi Colani subsiste ; il est d'ailleurs toujours présent sur le logo actuel du BLS.

Logo actuel du BLS, reprenant la roue ailée des RM, stylisée par Colani

L'entreprise est principalement présente dans le canton de Berne, mais pénètre également les cantons de Lucerne, entre Hüswil et Wolhusen, et de Soleure, entre Gerlafingen et le tunnel du Weissenstein.
Au 24 avril 2006, les RM ont fusionné avec le chemin de fer Berne-Lötschberg-Simplon pour devenir le BLS AG. Tout le matériel roulant pour le transport des voyageurs (automotrices et voitures) est transféré à la nouvelle entité.
Les cinq locomotives Re 436 avaient déjà été transférées à Crossrail AG pour le trafic des marchandises, lors de la création de cette entreprise le 5 janvier 2004. Quant aux deux Re 456, en location auprès du Südostbahn entre juin 2002 et juin 2011, elles ont également intégré le BLS, mais ce dernier ne les a jamais exploitées en service régulier.

## Galerie de photos

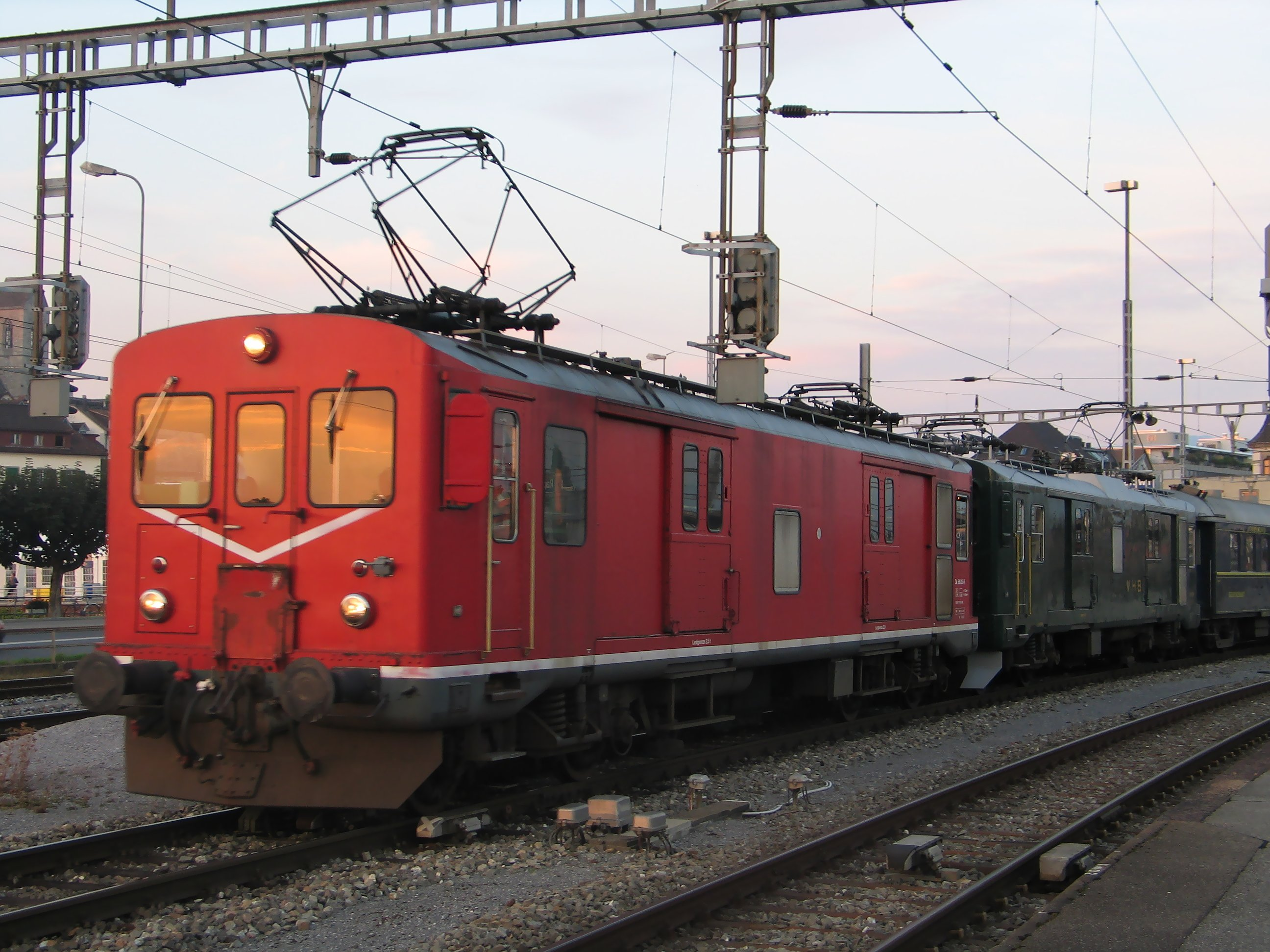
De 4/4
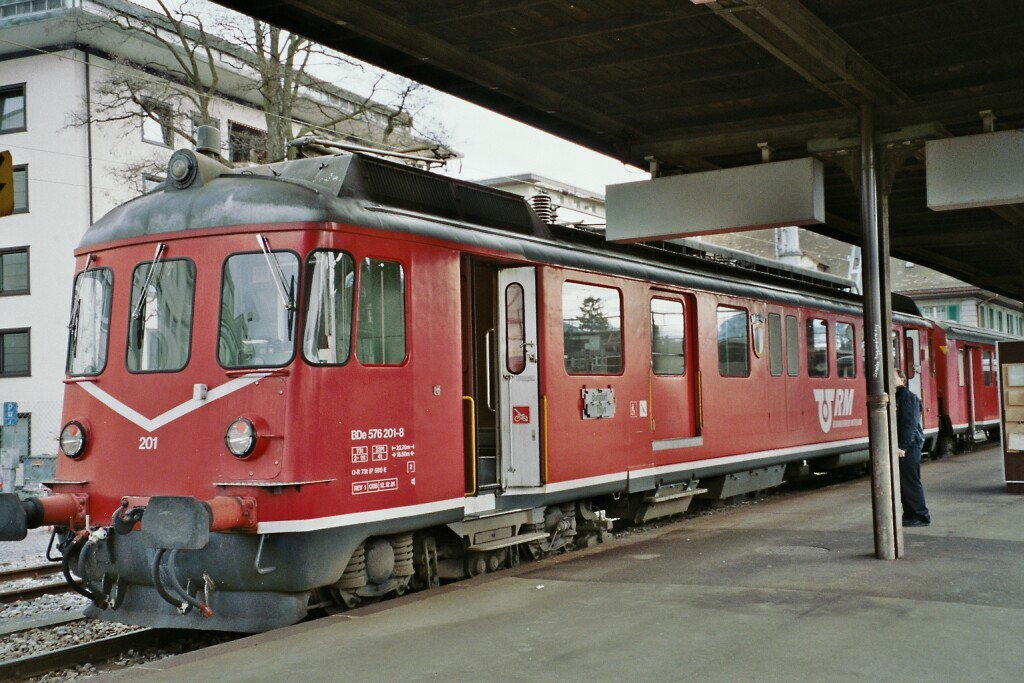
BDe 4/4
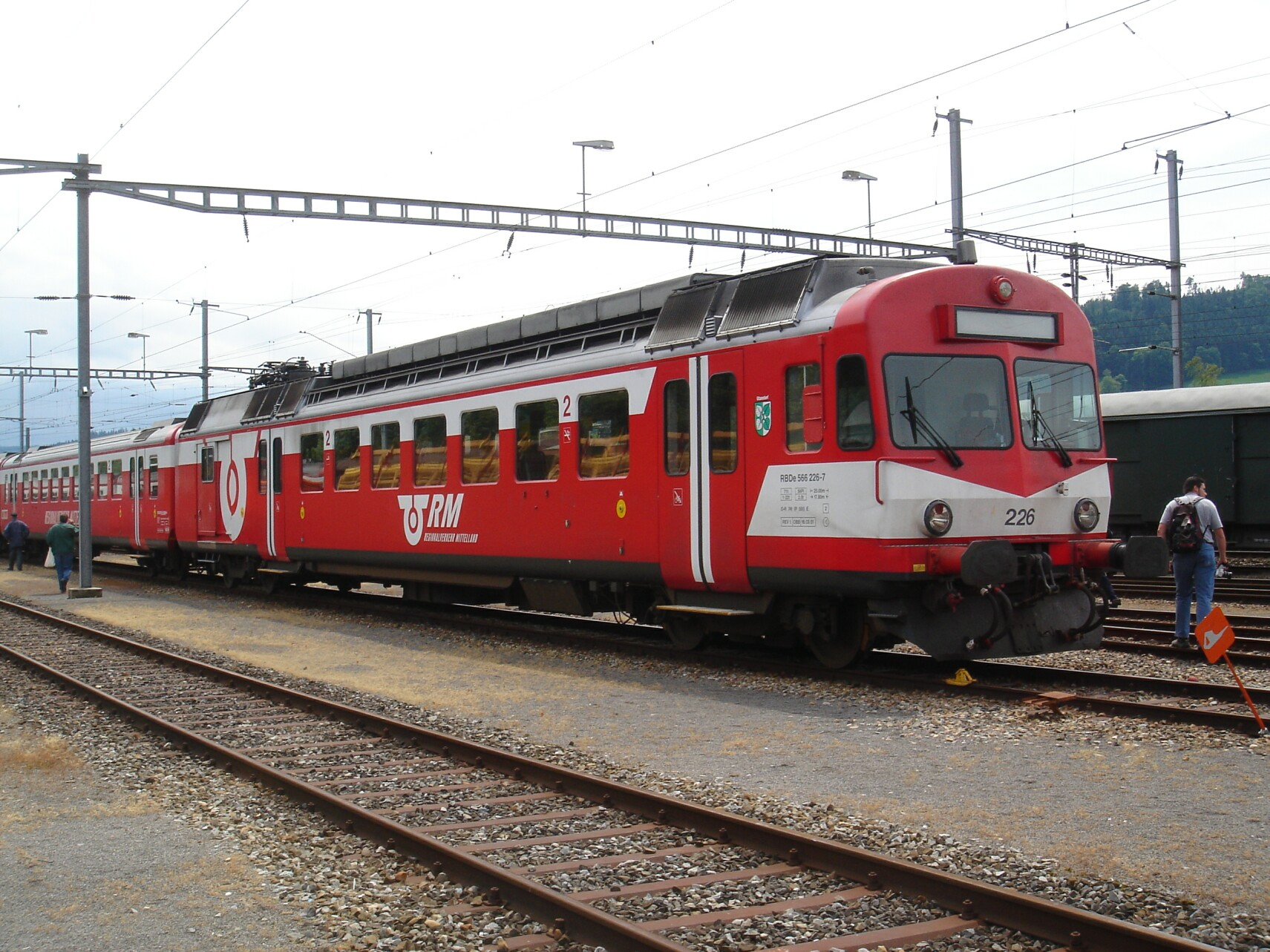
RBDe 4/4I
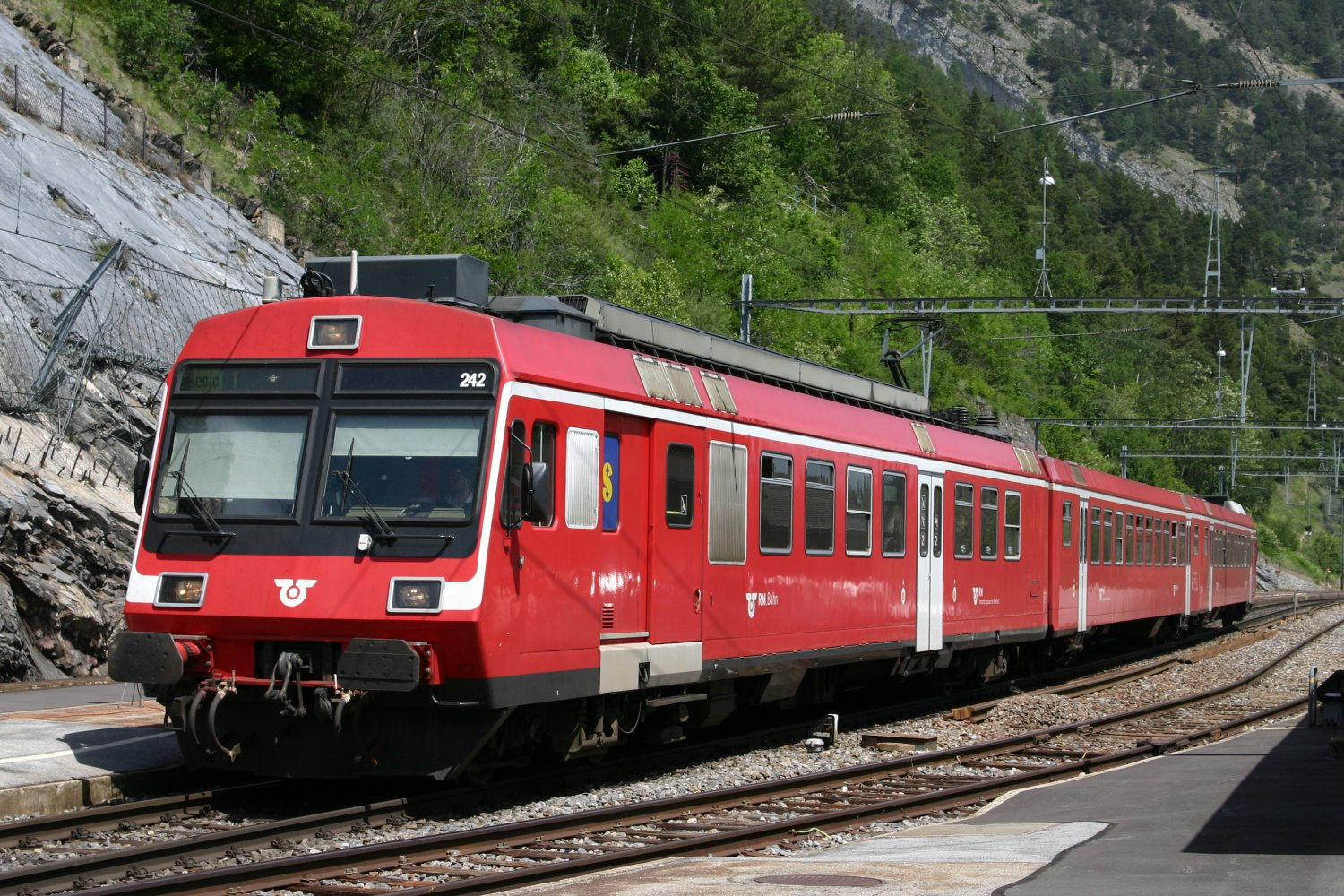
RBDe 4/4II
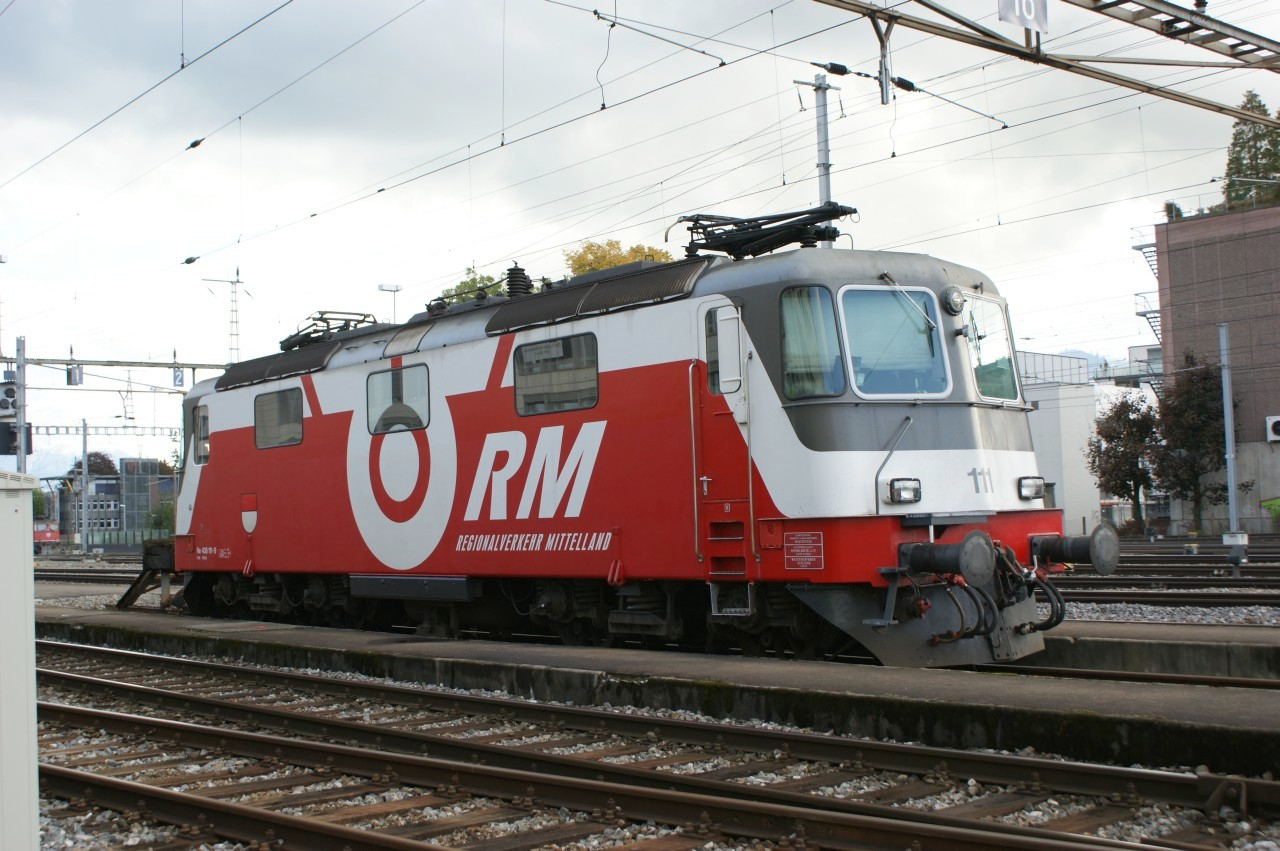
Re 4/4III
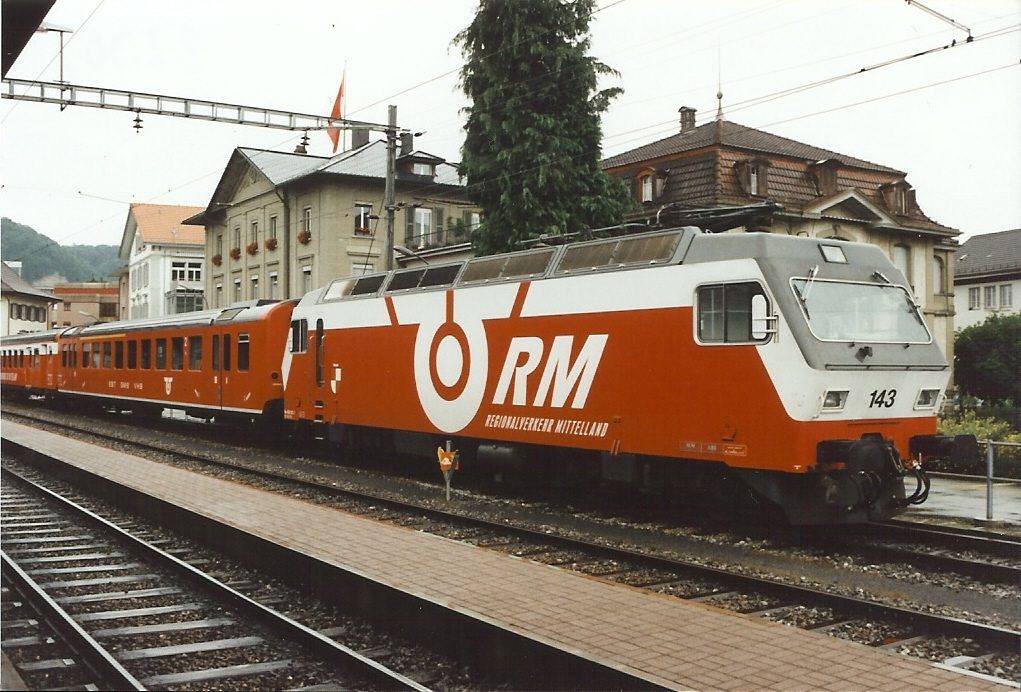
Re 4/4 KTU
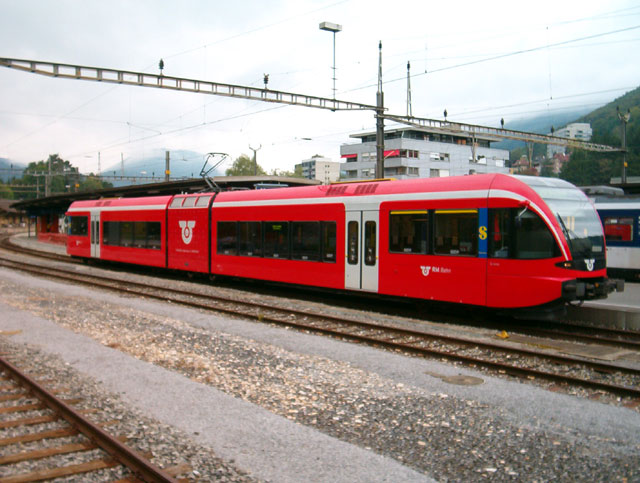
RABe 2/6 GTW
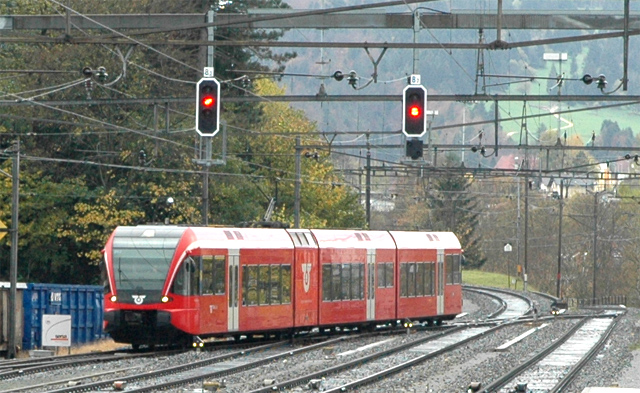
RABe 2/8 GTW
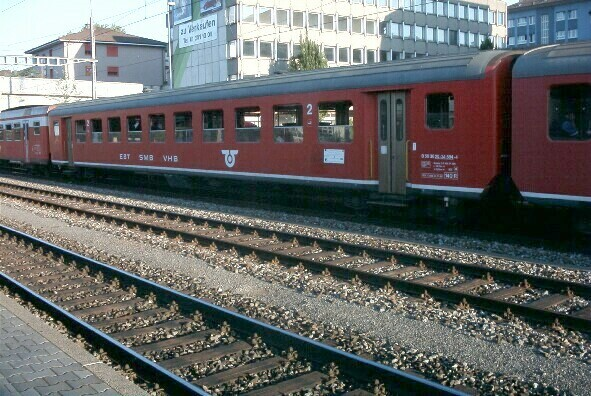
B vu II